# Världscupen i längdåkning 2018/2019
Världscupen i längdåkning 2018/2019 inleddes den 24 november 2018 i Ruka, Finland, och avslutades den 24 mars 2019 i Québec, Kanada.
Regerande världscupsegrare från förra säsongen var Heidi Weng, Norge, och Johannes Høsflot Klæbo, Norge. Johannes Høsflot Klæbo försvarade sin titel medan Ingvild Flugstad Østberg, Norge, vann den totala världscupen på damsidan.

## Tävlingsprogram och resultat[1]
| Förklaring        |
| ----------------- |
| K = Klassisk stil |
| F = Fristil       |

### Herrar

#### Individuella tävlingar
| Nr                                                       | Ort                               | Disciplin                          | Stil                               | Datum                              | Etta                   | Tvåa                   | Trea                   | Referens |
| -------------------------------------------------------- | --------------------------------- | ---------------------------------- | ---------------------------------- | ---------------------------------- | ---------------------- | ---------------------- | ---------------------- | -------- |
| 1                                                        | Ruka                              | Sprint                             | K                                  | 24 november 2018                   | Aleksandr Bolsjunov    | Johannes Høsflot Klæbo | Eirik Brandsdal        |          |
| 2                                                        | Ruka                              | 15 km                              | K                                  | 25 november 2018                   | Aleksandr Bolsjunov    | Emil Iversen           | Calle Halfvarsson      |          |
| Nordiska öppningen [not1]                                |                                   |                                    |                                    |                                    |                        |                        |                        |          |
| 3                                                        | Lillehammer                       | Sprint                             | F                                  | 30 november 2018                   | Federico Pellegrino    | Emil Iversen           | Alex Harvey            |          |
| 3                                                        | Lillehammer                       | 15 km                              | F                                  | 1 december 2018                    | Sjur Røthe             | Didrik Tønseth         | Denis Spitsov          |          |
| 3                                                        | Lillehammer                       | 15 km jaktstart [not2]             | K                                  | 2 december 2018                    | Janosch Brugger        | Jean-Marc Gaillard     | Erik Bjornsen          |          |
| 3                                                        | Nordiska öppningen – Slutresultat | Nordiska öppningen – Slutresultat  | Nordiska öppningen – Slutresultat  | Nordiska öppningen – Slutresultat  | Didrik Tønseth         | Sjur Røthe             | Emil Iversen           |          |
| 4                                                        | Beitostølen                       | 30 km                              | F                                  | 8 december 2018                    | Sjur Røthe             | Martin Johnsrud Sundby | Andrej Melnitjenko     |          |
| 5                                                        | Davos                             | Sprint                             | F                                  | 15 december 2018                   | Johannes Høsflot Klæbo | Federico Pellegrino    | Baptiste Gros          |          |
| 6                                                        | Davos                             | 15 km                              | F                                  | 16 december 2018                   | Jevgenij Belov         | Maurice Manificat      | Martin Johnsrud Sundby |          |
| Tour de Ski (29 december 2018–6 januari 2019) [not1]     |                                   |                                    |                                    |                                    |                        |                        |                        |          |
| 7                                                        |                                   |                                    |                                    |                                    |                        |                        |                        |          |
| Toblach                                                  | Sprint                            | F                                  | 29 december 2018                   | Johannes Høsflot Klæbo             | Richard Jouve          | Lucas Chanavat         |                        |          |
| Toblach                                                  | 15 km                             | F                                  | 30 december 2018                   | Sergej Ustiugov                    | Simen Hegstad Krüger   | Aleksandr Bolsjunov    |                        |          |
| Val Müstair                                              | Sprint                            | F                                  | 1 januari 2019                     | Johannes Høsflot Klæbo             | Federico Pellegrino    | Sergej Ustiugov        |                        |          |
| Oberstdorf                                               | 15 km masstart                    | K                                  | 2 januari 2019                     | Emil Iversen                       | Francesco De Fabiani   | Sergej Ustiugov        |                        |          |
| Oberstdorf                                               | 15 km jaktstart                   | F                                  | 3 januari 2019                     | Johannes Høsflot Klæbo             | Sergej Ustiugov        | Aleksandr Bolsjunov    |                        |          |
| Val di Fiemme                                            | 15 km masstart                    | K                                  | 5 januari 2019                     | Johannes Høsflot Klæbo             | Francesco De Fabiani   | Aleksandr Bolsjunov    |                        |          |
| Val di Fiemme                                            | Klättring jaktstart [not2]        | F                                  | 6 januari 2019                     | Sjur Røthe                         | Simen Hegstad Krüger   | Andrej Melnitjenko     |                        |          |
| Tour de Ski – Slutresultat                               | Tour de Ski – Slutresultat        | Tour de Ski – Slutresultat         | Tour de Ski – Slutresultat         | Tour de Ski – Slutresultat         | Johannes Høsflot Klæbo | Sergej Ustiugov        | Simen Hegstad Krüger   |          |
| 8                                                        | Dresden                           | Sprint                             | F                                  | 12 januari 2019                    | Sindre Bjørnestad Skar | Gleb Retivych          | Erik Valnes            |          |
| 9                                                        | Otepää                            | Sprint                             | K                                  | 19 januari 2019                    | Johannes Høsflot Klæbo | Aleksandr Bolsjunov    | Pål Golberg            |          |
| 10                                                       | Otepää                            | 15 km                              | K                                  | 20 januari 2019                    | Iivo Niskanen          | Aleksandr Bolsjunov    | Didrik Tønseth         |          |
| 11                                                       | Ulricehamn                        | 15 km                              | F                                  | 26 januari 2019                    | Maurice Manificat      | Simen Hegstad Krüger   | Didrik Tønseth         |          |
| 12                                                       | Lahtis                            | Sprint                             | F                                  | 9 februari 2019                    | Johannes Høsflot Klæbo | Federico Pellegrino    | Finn Hågen Krogh       |          |
| 13                                                       | Cogne                             | Sprint                             | F                                  | 16 februari 2019                   | Federico Pellegrino    | Francesco De Fabiani   | Lucas Chanavat         |          |
| 14                                                       | Cogne                             | 15 km                              | K                                  | 17 februari 2019                   | Aleksandr Bolsjunov    | Iivo Niskanen          | Aleksandr Bessmertnych |          |
| Världsmästerskapen 2019 (19 februari–3 mars 2019) [not1] |                                   |                                    |                                    |                                    |                        |                        |                        |          |
| 15                                                       | Oslo                              | 50 km masstart                     | K                                  | 9 mars 2019                        | Aleksandr Bolsjunov    | Maksim Vylegzjanin     | Andrej Larkov          |          |
| 16                                                       | Drammen                           | Sprint                             | K                                  | 12 mars 2019                       | Johannes Høsflot Klæbo | Eirik Brandsdal        | Richard Jouve          |          |
| 17                                                       | Falun                             | Sprint                             | F                                  | 16 mars 2019                       | Johannes Høsflot Klæbo | Emil Iversen           | Sindre Bjørnestad Skar |          |
| 18                                                       | Falun                             | 15 km                              | F                                  | 17 mars 2019                       | Aleksandr Bolsjunov    | Martin Johnsrud Sundby | Didrik Tønseth         |          |
| Avslutningstour (22–24 mars 2019) [not1]                 |                                   |                                    |                                    |                                    |                        |                        |                        |          |
| 19                                                       | Québec                            |                                    |                                    |                                    |                        |                        |                        |          |
| 19                                                       | Québec                            | Sprint                             | F                                  | 22 mars 2019                       | Johannes Høsflot Klæbo | Federico Pellegrino    | Sindre Bjørnestad Skar |          |
| 19                                                       | Québec                            | 15 km masstart                     | K                                  | 23 mars 2019                       | Johannes Høsflot Klæbo | Alex Harvey            | Didrik Tønseth         |          |
| 19                                                       | Québec                            | 13,3 km jaktstart [not2]           | F                                  | 24 mars 2019                       | Alex Harvey            | Aleksandr Bolsjunov    | Andrew Young           |          |
| 19                                                       | Québec                            | Slutresultat för avslutningstouren | Slutresultat för avslutningstouren | Slutresultat för avslutningstouren | Johannes Høsflot Klæbo | Alex Harvey            | Aleksandr Bolsjunov    |          |

#### Lagtävlingar
| Nr | Ort         | Disciplin  | Stil  | Datum            | Etta                                                                           | Tvåa                                                                            | Trea                                                                         | Referens |
| -- | ----------- | ---------- | ----- | ---------------- | ------------------------------------------------------------------------------ | ------------------------------------------------------------------------------- | ---------------------------------------------------------------------------- | -------- |
| 1  | Beitostølen | 4 x 7,5 km | K / F | 9 december 2018  | Norge I Emil Iversen Martin Johnsrud Sundby Sjur Røthe Finn Hågen Krogh        | Ryssland I Jevgenij Belov Aleksandr Bolsjunov Denis Spitsov Andrej Melnitjenko  | Norge II Didrik Tønseth Hans Christer Holund Magne Haga Simen Hegstad Krüger |          |
| 2  | Dresden     | Teamsprint | F     | 13 januari 2019  | Norge I Erik Valnes Sindre Bjørnestad Skar                                     | Norge II Pål Golberg Eirik Brandsdal                                            | Ryssland I Artjom Maltsev Gleb Retivych                                      |          |
| 3  | Ulricehamn  | 4 x 7,5 km | K / F | 27 januari 2019  | Ryssland II Jevgenij Belov Aleksandr Bessmertnych Denis Spitsov Artjom Maltsev | Ryssland I Andrej Larkov Aleksandr Bolsjunov Andrej Melnitjenko Sergej Ustiugov | Norge Hans Christer Holund Didrik Tønseth Sjur Røthe Simen Hegstad Krüger    |          |
| 4  | Lahtis      | Teamsprint | K     | 10 februari 2019 | Norge I Emil Iversen Johannes Høsflot Klæbo                                    | Norge II Sindre Bjørnestad Skar Eirik Brandsdal                                 | Finland I Iivo Niskanen Ristomatti Hakola                                    |          |

### Damer

#### Individuella tävlingar
| Nr                                                       | Ort                               | Disciplin                          | Stil                               | Datum                              | Etta                     | Tvåa                     | Trea                     | Referens |
| -------------------------------------------------------- | --------------------------------- | ---------------------------------- | ---------------------------------- | ---------------------------------- | ------------------------ | ------------------------ | ------------------------ | -------- |
| 1                                                        | Ruka                              | Sprint                             | K                                  | 24 november 2018                   | Julija Belorukova        | Maja Dahlqvist           | Ida Ingemarsdotter       |          |
| 2                                                        | Ruka                              | 10 km                              | K                                  | 25 november 2018                   | Therese Johaug           | Charlotte Kalla          | Ebba Andersson           |          |
| Nordiska öppningen [not1]                                |                                   |                                    |                                    |                                    |                          |                          |                          |          |
| 3                                                        | Lillehammer                       | Sprint                             | F                                  | 30 november 2018                   | Jonna Sundling           | Stina Nilsson            | Sadie Bjornsen           |          |
| 3                                                        | Lillehammer                       | 10 km                              | F                                  | 1 december 2018                    | Therese Johaug           | Ebba Andersson           | Charlotte Kalla          |          |
| 3                                                        | Lillehammer                       | 10 km jaktstart [not2]             | K                                  | 2 december 2018                    | Therese Johaug           | Ingvild Flugstad Østberg | Ebba Andersson           |          |
| 3                                                        | Nordiska öppningen – Slutresultat | Nordiska öppningen – Slutresultat  | Nordiska öppningen – Slutresultat  | Nordiska öppningen – Slutresultat  | Therese Johaug           | Ebba Andersson           | Ingvild Flugstad Østberg |          |
| 4                                                        | Beitostølen                       | 15 km                              | F                                  | 8 december 2018                    | Therese Johaug           | Charlotte Kalla          | Ingvild Flugstad Østberg |          |
| 5                                                        | Davos                             | Sprint                             | F                                  | 15 december 2018                   | Stina Nilsson            | Sophie Caldwell          | Maja Dahlqvist           |          |
| 6                                                        | Davos                             | 10 km                              | F                                  | 16 december 2018                   | Therese Johaug           | Ingvild Flugstad Østberg | Krista Pärmäkoski        |          |
| Tour de Ski (29 december 2018–6 januari 2019) [not1]     |                                   |                                    |                                    |                                    |                          |                          |                          |          |
| 7                                                        |                                   |                                    |                                    |                                    |                          |                          |                          |          |
| Toblach                                                  | Sprint                            | F                                  | 29 december 2018                   | Stina Nilsson                      | Ida Ingemarsdotter       | Jessie Diggins           |                          |          |
| Toblach                                                  | 10 km                             | F                                  | 30 december 2018                   | Natalja Neprjajeva                 | Ingvild Flugstad Østberg | Anastasija Sedova        |                          |          |
| Toblach                                                  | Val Müstair                       | Sprint                             | F                                  | 1 januari 2019                     | Stina Nilsson            | Sophie Caldwell          | Jessie Diggins           |          |
| Oberstdorf                                               | 10 km masstart                    | K                                  | 2 januari 2019                     | Ingvild Flugstad Østberg           | Natalja Neprjajeva       | Anastasija Sedova        |                          |          |
| Oberstdorf                                               | 10 km jaktstart                   | F                                  | 3 januari 2019                     | Ingvild Flugstad Østberg           | Natalja Neprjajeva       | Jessie Diggins           |                          |          |
| Val di Fiemme                                            | 10 km masstart                    | K                                  | 5 januari 2019                     | Ingvild Flugstad Østberg           | Natalja Neprjajeva       | Anastasija Sedova        |                          |          |
| Val di Fiemme                                            | Klättring jaktstart [not2]        | F                                  | 6 januari 2019                     | Ingvild Flugstad Østberg           | Krista Pärmäkoski        | Anastasija Sedova        |                          |          |
| Tour de Ski – Slutresultat                               | Tour de Ski – Slutresultat        | Tour de Ski – Slutresultat         | Tour de Ski – Slutresultat         | Tour de Ski – Slutresultat         | Ingvild Flugstad Østberg | Natalja Neprjajeva       | Krista Pärmäkoski        |          |
| 8                                                        | Dresden                           | Sprint                             | F                                  | 12 januari 2019                    | Stina Nilsson            | Maja Dahlqvist           | Jonna Sundling           |          |
| 9                                                        | Otepää                            | Sprint                             | K                                  | 19 januari 2019                    | Maiken Caspersen Falla   | Natalja Neprjajeva       | Maja Dahlqvist           |          |
| 10                                                       | Otepää                            | 10 km                              | K                                  | 20 januari 2019                    | Therese Johaug           | Ebba Andersson           | Natalja Neprjajeva       |          |
| 11                                                       | Ulricehamn                        | 10 km                              | F                                  | 26 januari 2019                    | Therese Johaug           | Astrid Jacobsen          | Ebba Andersson           |          |
| 12                                                       | Lahtis                            | Sprint                             | F                                  | 9 februari 2019                    | Maiken Caspersen Falla   | Sophie Caldwell          | Maja Dahlqvist           |          |
| 13                                                       | Cogne                             | Sprint                             | F                                  | 16 februari 2019                   | Jessie Diggins           | Sandra Ringwald          | Johanna Hagström         |          |
| 14                                                       | Cogne                             | 10 km                              | K                                  | 17 februari 2019                   | Kerttu Niskanen          | Nadine Fähndrich         | Natalja Neprjajeva       |          |
| Världsmästerskapen 2019 (19 februari–3 mars 2019) [not1] |                                   |                                    |                                    |                                    |                          |                          |                          |          |
| 15                                                       | Oslo                              | 30 km masstart                     | K                                  | 10 mars 2019                       | Therese Johaug           | Natalja Neprjajeva       | Ebba Andersson           |          |
| 16                                                       | Drammen                           | Sprint                             | K                                  | 12 mars 2019                       | Maiken Caspersen Falla   | Astrid Jacobsen          | Natalja Neprjajeva       |          |
| 17                                                       | Falun                             | Sprint                             | F                                  | 16 mars 2019                       | Stina Nilsson            | Maiken Caspersen Falla   | Maja Dahlqvist           |          |
| 18                                                       | Falun                             | 10 km                              | F                                  | 17 mars 2019                       | Therese Johaug           | Ebba Andersson           | Jessie Diggins           |          |
| Avslutningstour (22–24 mars 2019) [not1]                 |                                   |                                    |                                    |                                    |                          |                          |                          |          |
| 19                                                       | Québec                            |                                    |                                    |                                    |                          |                          |                          |          |
| 19                                                       | Québec                            | Sprint                             | F                                  | 22 mars 2019                       | Stina Nilsson            | Maja Dahlqvist           | Jonna Sundling           |          |
| 19                                                       | Québec                            | 10 km masstart                     | K                                  | 23 mars 2019                       | Stina Nilsson            | Therese Johaug           | Ingvild Flugstad Østberg |          |
| 19                                                       | Québec                            | 10 km jaktstart [not2]             | F                                  | 24 mars 2019                       | Therese Johaug           | Krista Pärmäkoski        | Ebba Andersson           |          |
| 19                                                       | Québec                            | Slutresultat för avslutningstouren | Slutresultat för avslutningstouren | Slutresultat för avslutningstouren | Stina Nilsson            | Therese Johaug           | Ingvild Flugstad Østberg |          |

#### Lagtävlingar
| Nr | Ort         | Disciplin  | Stil  | Datum            | Etta                                                                       | Tvåa                                                                          | Trea                                                                               | Referens |
| -- | ----------- | ---------- | ----- | ---------------- | -------------------------------------------------------------------------- | ----------------------------------------------------------------------------- | ---------------------------------------------------------------------------------- | -------- |
| 1  | Beitostølen | 4 x 5 km   | K / F | 9 december 2018  | Norge I Heidi Weng Therese Johaug Ragnhild Haga Ingvild Flugstad Østberg   | Ryssland II Lidija Durkina Anna Zjerebjatjeva Marija Istomina Jelena Soboleva | Finland I Johanna Matintalo Krista Pärmäkoski Riitta-Liisa Roponen Eveliina Piippo |          |
| 2  | Dresden     | Teamsprint | F     | 13 januari 2019  | Sverige I Stina Nilsson Maja Dahlqvist                                     | Sverige II Ida Ingemarsdotter Jonna Sundling                                  | Norge I Mari Eide Maiken Caspersen Falla                                           |          |
| 3  | Ulricehamn  | 4 x 5 km   | K / F | 27 januari 2019  | Norge I Heidi Weng Therese Johaug Astrid Jacobsen Ingvild Flugstad Østberg | Sverige I Evelina Settlin Ebba Andersson Charlotte Kalla Jonna Sundling       | Finland Laura Mononen Krista Pärmäkoski Riitta-Liisa Roponen Eveliina Piippo       |          |
| 4  | Lahtis      | Teamsprint | K     | 10 februari 2019 | Sverige I Ida Ingemarsdotter Maja Dahlqvist                                | Norge I Tiril Udnes Weng Maiken Caspersen Falla                               | Sverige II Evelina Settlin Hanna Falk                                              |          |